# Itamar Vieira Junior
Itamar Vieira Junior (Salvador, 6 de agosto de 1979) é um escritor brasileiro. É autor do romance Torto Arado, ganhador dos prêmios LeYa de 2018, Jabuti de 2020, Oceanos de 2020 e Montluc Rèsistance et Liberté de 2024.

## Biografia
Nascido em Salvador em 1979, residiu na adolescência no estado de Pernambuco, e mais tarde na cidade de São Luís, no Maranhão. Graduou-se em Geografia pela Universidade Federal da Bahia (UFBA), sendo o primeiro aluno receptor da Bolsa Milton Santos, dedicada a jovens negros de baixa renda. Tem mestrado e doutorado pela mesma universidade. No mestrado, pesquisou o tema da especulação imobiliária na cidade de Salvador, e sua tese de doutorado em Estudos Étnicos e Africanos é um estudo sobre a formação de comunidades quilombolas na Chapada Diamantina, interior do estado da Bahia.
Recebeu um prêmio da Câmara Brasileira de Jovens Escritores, em 2008, por um romance com influências de Clarice Lispector intitulado Paraíso. Em 2012, publicou o livro de contos Dias e, em 2017, A oração do carrasco, também coletânea de contos, que finalista na mesma categoria do 60.º Prêmio Jabuti (2018).
Em 17 de outubro de 2018, o Prémio LeYa foi atribuído ao seu romance “Torto Arado”, que também recebeu o Prix Montluc Résistance et Liberté de literatura, em 2024. O livro teve direitos de tradução vendidos para vários países, entre os quais: Itália, México, Peru, Eslováquia, Bulgária, Croácia, França, Alemanha e Estados Unidos.
Itamar também é servidor público do INCRA, órgão estatal responsável pela condução da reforma agrária no Brasil. Como tal, já recebeu ameaças de mortes e outras violências por sua atuação para uma divisão mais equânime da terra e sua proximidade com povos quilombolas.

## Torto Arado
Itamar Vieira Junior escreveu a primeira versão do romance Torto Arado aos 16 anos. Ambientado numa propriedade rural, contava a história de duas irmãs e era dividido em quatro partes, uma para cada estação do ano. Segundo o autor, esse primeiro texto se perdeu. A versão definitiva foi escrita após a defesa de sua tese de doutorado, inspirada nas experiências vividas durante as pesquisas na Chapada Diamantina, entre as populações quilombolas.  Narra a história de uma família pobre que vive numa fazenda, em condições análogas à escravidão. É dividido em três partes, cada uma delas narrada por uma mulher negra: as irmãs Belonísia e Bibiana, e uma figura mítica, a "encantada" Santa Rita Pescadeira que representa a resistência de forças ancestrais.
O júri do Prémio LeYa, presidido pelo poeta Manuel Alegre, justificou a concessão por unanimidade do prêmio “pela solidez da construção, o equilíbrio da narrativa e a forma como aborda o universo rural do Brasil, colocando ênfase nas figuras femininas, na sua liberdade e na violência exercida sobre o corpo num contexto dominado pela sociedade patriarcal. Sendo um romance que parte de uma realidade concreta, em que situações de opressão quer social quer do homem em relação à mulher, a narrativa encontra um plano alegórico, sem entrar num estilo barroco, que ganha contornos universais. Destaca-se a qualidade literária de uma escrita em que se reconhece plenamente o escritor”. A poeta angolana Ana Paula Tavares, membro do júri, realçou “a capacidade do autor de manter o nível da narrativa” do livro vencedor, exaltando a sua “elegância poética que se mantém do princípio ao fim”. E complementa: “As personagens fortes são as femininas, e ele consegue manter essa firmeza, esse recorte, essa violência, a violência exercida sobre as mulheres e das mulheres, entre elas. Está muito bem visto e escrito”, afirmou.

## Obras

### Contos
- Dias - 2012, Caramurê Publicações. (Vencedor do Concurso XI Projeto de Arte e Cultura)
- A Oração do Carrasco - 2017, Mondrongo. (finalista do Prêmio Jabuti, categoria Contos; vencedor do Prêmio Humberto de Campos da União Brasileira de Escritores:seção Rio de Janeiro biênio 2016-2017; segundo lugar no Prêmio Bunkyo de Literatura 2018)
- Doramar ou a odisseia - 2021

### Romances
- Torto Arado - 2019, LeYa (edição portuguesa) e Todavia (edição brasileira) (vencedor do Prémio LeYa de 2018)
- Salvar o Fogo - 2023, Todavia (edição brasileira)

### Obras publicadas em outros países

#### Torto arado
- Crooked Plow - Verso Fiction, Reino Unido (finalista do prêmio International Booker Prize 2024)[12]
- Charrue Tordue  - Zulma, França (vencedor do prêmio Montluc Rèsistance et Liberté)
- Arado Torcido - Pepitas de Calabaza, Espanha
- Kromme Ploeg - Prometheus, Holanda
- Aratro Ritorto -  Tuga Edizione, Itália
- Arada Torta - Edicions del Periscopi, Espanha (em catalão)
- Die Stimme meiner Schwester -  Fischer E-books, Alemanha
- Den skeva plogen - Bazar Förlag, Suécia